# 乾和宜
乾 和宜（いぬい かずよし）は、戦国時代から安土桃山時代にかけての武将。織田氏の家臣。

## 来歴
乾氏は清和源氏土岐氏頼貞流の流れを汲む名門であった。
乾（土岐）重頼の嫡子として美濃国池田郡東野村にて誕生。
父・重頼は当初土岐氏を称したのち乾氏に改めた。重頼は大永2年（1522年）の小野山の合戦（一説には永正15年の合戦）で討死したという。
和宜は織田信長に仕えたが、元亀元年（1570年）に越前国朝倉氏との金ヶ崎の戦いにおいて討死した。

## 系譜
- 父：乾重頼（久右衛門）
  - 本人：乾和宜
  - 妻：稲葉福正坊の娘
    - 嫡子：和信（彦作）
    - 二男：宜光（七郎左衛門）
    - 三男：和三（備後）